# جيمي فوستر (كرة سلة)
جيمي فوستر (بالإنجليزية: Jimmy Foster)‏ مواليد 16 ديسمبر 1951 في جيرسي سيتي، هو لاعب كرة سلة أمريكي سابق. تم اختياره من قبل فريق كليفلاند كافالييرز خلال الدرافت. يبلغ طوله 6 قدم 1 بوصة (1.9 م). لعب مع فريق دنفر ناغتس في الرابطة الوطنية لكرة السلة.

## روابط خارجية
- جيمي فوستر على موقع سبورتس رفرنس (الإنجليزية)
- جيمي فوستر على موقع كلية كرة السلة في سبورتس رفرنس.كوم (الإنجليزية)
- جيمي فوستر على موقع ريلجم (الإنجليزية)
- جيمي فوستر على موقع بروبوليرز (الإنجليزية)